# Trailerpark
Trailerpark betegner det fænomen, at mennesker bor i campingvogne som helårsboliger. Typisk er en trailerpark placeret, hvor der er adgang til vand og elektricitet.
Fænomenet er særligt udbredt i USA, hvor der ses tendenser til, at fænomenet bliver mere udbredt.
Også New Zealand er der ved at opstå trailerparks.

## Europa
I Tyskland findes trailerparks, fordi stadigt flere mennesker ikke kan betale deres husleje, så campingvogne som helårsbolig udgør den sidste mulighed.
Trailerparks findes også i Nederlandene.
Danmark
I Danmark er trailerparks også ved at opstå, for der findes flere vintercampister og fastliggere. Men det er ulovligt at bo i campingvogn som helårsbolig, så nogle beboere er blevet smidt ud af kommunen. Politikere har endda diskuteret, hvad de vil gøre ved trailerparks i Danmark. Den mest omtalte trailerpark er Corona Camping i Borup ved Køge. I januar pålagde kommunen at de 80 beboere på Corona Camping at fraflytte inden 15. februar.
Esbjerg Camping har også haft flere helårsbeboere. I perioden 2009 - 2019 var interessen for at bo i en trailerpark stigende.